# السيلاندي
السيلاندي (باللاتينية: Selandian)، وهي ثاني مرحلة من فترة الباليوسيني، امتد من 61.66 إلى 59.24 مليون سنة مضت، لمدة 2.42 مليون سنة تقريبا.
| العصر       | الفترة       | المرحلة    | أهم الأحداث | البداية (م.س.مضت) |
| ----------- | ------------ | ---------- | --- | ----------------- |
| النيوجيني   | الميوسيني    | الأكويتاني | أحدث | أحدث              |
| الباليوجيني | الأوليغوسيني | الخاتي     | - أحداث جيولوجية: انتشار الجليد في القطب الجنوبي. - أحداث حيوية : انقراض الانقلاب الكبير. تطور وتنوع سريع للحيوانات، خاصة الثدييات (على سبيل المثال، أول كنغريات الشكل والفقمة). تطور كبير وانتشار الأنواع الحديثة من كاسيات البذور. انقراض السيمولستانات والمياسويدات واللقمانيات. ظهور الحيتان الحديثة المائية. | 27.3              |
| الباليوجيني | الأوليغوسيني | الروبيلي   | - أحداث جيولوجية: انتشار الجليد في القطب الجنوبي. - أحداث حيوية : انقراض الانقلاب الكبير. تطور وتنوع سريع للحيوانات، خاصة الثدييات (على سبيل المثال، أول كنغريات الشكل والفقمة). تطور كبير وانتشار الأنواع الحديثة من كاسيات البذور. انقراض السيمولستانات والمياسويدات واللقمانيات. ظهور الحيتان الحديثة المائية. | 33.9              |
| الباليوجيني | الإيوسيني    | البريابوني | - أحداث جيولوجية: اصبح المناخ معتدلا مائلا للبرودة. عودة تجلد القارة القطبية الجنوبية وتشكيل الغطاء الجليدي؛ نهاية تكون جبال لاراميد و تكون جبال السيفارية [الإنجليزية] لجبال روكي في أمريكا الشمالية. بداية تكون الجبال الهيلينية في اليونان وبحر إيجة كذلك. - أحداث حيوية : إزدهار الثدييات القديمة (مثل: المفترسات، والمياسويدات، واللقمانيات.. الخ) واستمرت في التطور خلال هذا العصر. ظهور فصائل عديد من الثدييات "الحديثة". تنوعت الحيتان البدائية والأبقار البحرية بعد عودتها إلى الماء. استمرت الطيور في التنوع. ظهور طحالب الكلب، وثنائيات الأسنان الأمامية، والدببة، والسَعدان. انقرضت اللانابيات والليبتيدان بنهاية العصر. | 37.71             |
| الباليوجيني | الإيوسيني    | البارتوني  | - أحداث جيولوجية: اصبح المناخ معتدلا مائلا للبرودة. عودة تجلد القارة القطبية الجنوبية وتشكيل الغطاء الجليدي؛ نهاية تكون جبال لاراميد و تكون جبال السيفارية [الإنجليزية] لجبال روكي في أمريكا الشمالية. بداية تكون الجبال الهيلينية في اليونان وبحر إيجة كذلك. - أحداث حيوية : إزدهار الثدييات القديمة (مثل: المفترسات، والمياسويدات، واللقمانيات.. الخ) واستمرت في التطور خلال هذا العصر. ظهور فصائل عديد من الثدييات "الحديثة". تنوعت الحيتان البدائية والأبقار البحرية بعد عودتها إلى الماء. استمرت الطيور في التنوع. ظهور طحالب الكلب، وثنائيات الأسنان الأمامية، والدببة، والسَعدان. انقرضت اللانابيات والليبتيدان بنهاية العصر. | 41.03             |
| الباليوجيني | الإيوسيني    | اللوتيتي   | - أحداث جيولوجية: اصبح المناخ معتدلا مائلا للبرودة. عودة تجلد القارة القطبية الجنوبية وتشكيل الغطاء الجليدي؛ نهاية تكون جبال لاراميد و تكون جبال السيفارية [الإنجليزية] لجبال روكي في أمريكا الشمالية. بداية تكون الجبال الهيلينية في اليونان وبحر إيجة كذلك. - أحداث حيوية : إزدهار الثدييات القديمة (مثل: المفترسات، والمياسويدات، واللقمانيات.. الخ) واستمرت في التطور خلال هذا العصر. ظهور فصائل عديد من الثدييات "الحديثة". تنوعت الحيتان البدائية والأبقار البحرية بعد عودتها إلى الماء. استمرت الطيور في التنوع. ظهور طحالب الكلب، وثنائيات الأسنان الأمامية، والدببة، والسَعدان. انقرضت اللانابيات والليبتيدان بنهاية العصر. | 48.07             |
| الباليوجيني | الإيوسيني    | الأبريسيني | - أحداث جيولوجية: حدثان عابران للاحتباس الحراري (الحد الأقصى للحرارة البالوسينية - الإيوسينية والحرارة القصوى الثانية للأيوسيني) ودفء المناخ حتى بلوغ المناخ الأيوسيني الأمثل. تسبب حدث أزولا في انخفاض مستويات ثاني أكسيد الكربون من 3,500 إلى 650 جزء في المليون، مسببا فترة طويلة من البرودة. تصطدم شبه القارة الهندية مع أوراسيا وبداية تكون جبال الهيمالايا (مما يسمح بالتبادل الحيوي) بينما تنفصل أوراسيا تمامًا عن أمريكا الشمالية، مما يخلق المحيط الأطلسي الشمالي. تنحرف جنوب شرق آسيا البحري عن بقية أوراسيا. - أحداث حيوية : ظهور العصفوريات، المجترات، البنغول، الخفافيش والرئيسيات الحقيقية. | 56                |
| الباليوجيني | الباليوسيني  | الثانتي    | - أحداث جيولوجية: أصبح المناخ استوائي. بدء تكون جبال الألب في أوروبا وآسيا. - أحداث حيوية : بدأ مع اصطدام تشيكشولوب المسبب لانقراض العصر الطباشيري الباليوجيني الذي أدى إلى انقراض جميع الديناصورات الغير طائرة والتيروصورات، ومعظم الزواحف البحرية، والعديد من الفقاريات الأخرى (مثل البعد وحشيات اللوراسية)، ومعظم رأسيات الأرجل (نجا فقط النَّواتِيّ والغمديات) والعديد من اللافقاريات الأخرى. تنوعت الثدييات والطيور بسرعة إلى عدد من السلالات بعد حدث الانقراض (بينما توقفا الثورة البحرية). ظهور وانتشار العديد من اللانابيات والقوارض. ظهور أولى الطيور الكبيرة (مثل طيور الرواكض وطيور الرعب) والثدييات (يصل حجمها إلى حجم الدب أو فرس نهر صغير). ظهور الخرطوميات وشبيهات أدبيات الشكل (الرئيسيات الجذعية). هجرة بعض الجرابيات إلى أستراليا. | 59.24             |
| الباليوجيني | الباليوسيني  | السيلاندي  | - أحداث جيولوجية: أصبح المناخ استوائي. بدء تكون جبال الألب في أوروبا وآسيا. - أحداث حيوية : بدأ مع اصطدام تشيكشولوب المسبب لانقراض العصر الطباشيري الباليوجيني الذي أدى إلى انقراض جميع الديناصورات الغير طائرة والتيروصورات، ومعظم الزواحف البحرية، والعديد من الفقاريات الأخرى (مثل البعد وحشيات اللوراسية)، ومعظم رأسيات الأرجل (نجا فقط النَّواتِيّ والغمديات) والعديد من اللافقاريات الأخرى. تنوعت الثدييات والطيور بسرعة إلى عدد من السلالات بعد حدث الانقراض (بينما توقفا الثورة البحرية). ظهور وانتشار العديد من اللانابيات والقوارض. ظهور أولى الطيور الكبيرة (مثل طيور الرواكض وطيور الرعب) والثدييات (يصل حجمها إلى حجم الدب أو فرس نهر صغير). ظهور الخرطوميات وشبيهات أدبيات الشكل (الرئيسيات الجذعية). هجرة بعض الجرابيات إلى أستراليا. | 61.66             |
| الباليوجيني | الباليوسيني  | الداني     | - أحداث جيولوجية: أصبح المناخ استوائي. بدء تكون جبال الألب في أوروبا وآسيا. - أحداث حيوية : بدأ مع اصطدام تشيكشولوب المسبب لانقراض العصر الطباشيري الباليوجيني الذي أدى إلى انقراض جميع الديناصورات الغير طائرة والتيروصورات، ومعظم الزواحف البحرية، والعديد من الفقاريات الأخرى (مثل البعد وحشيات اللوراسية)، ومعظم رأسيات الأرجل (نجا فقط النَّواتِيّ والغمديات) والعديد من اللافقاريات الأخرى. تنوعت الثدييات والطيور بسرعة إلى عدد من السلالات بعد حدث الانقراض (بينما توقفا الثورة البحرية). ظهور وانتشار العديد من اللانابيات والقوارض. ظهور أولى الطيور الكبيرة (مثل طيور الرواكض وطيور الرعب) والثدييات (يصل حجمها إلى حجم الدب أو فرس نهر صغير). ظهور الخرطوميات وشبيهات أدبيات الشكل (الرئيسيات الجذعية). هجرة بعض الجرابيات إلى أستراليا. | 66                |
| الطباشيري   | المتأخر      | الماسترخي  | أقدم | أقدم              |